# Кудишевич, Давид Рувинович
Давид Рувинович Кудишевич (род. 11 декабря 1951, Черновцы) — израильский, ранее советский и украинский шахматист, мастер спорта СССР по шахматам (1969), международный мастер (2004).
В составе сборной ДСО «Спартак» бронзовый призер командного чемпионата СССР 1968 г.
В составе команды Украинской ССР бронзовый призёр командного чемпионата СССР 1969 г.

## Биография
Воспитанник тренера Альберта Александровича Гурвича. В десятилетнем возрасте стал чемпионом Черновцов среди взрослых, в 13 лет стал кандидатом в мастера спорта. В 1968 году стал чемпионом Украинской ССР по шахматам среди юношей. Представлял команду «Спартак» в розыгрыше командного Кубка СССР по шахматам в 1968 году и завоевал третье место в командном зачёте. В 1969 году победил на юношеском турнире по шахматам в болгарском городе Варна. Представлял команду Украинской ССР в первенстве СССР между командами союзных республик по шахматам в 1969 году, где завоевал третье место в командном зачёте и второе место в индивидуальном зачёте.
Окончил лечебный факультет Черновицкого государственного медицинского института (ныне Буковинский государственный медицинский университет, 1968). Работал в больнице Юго-Восточной железной дороги в Воронеже, затем спортивным врачом в обществе «Локомотив» там же, врачом-терапевтом Волгодонске (1981) и во врачебно-физкультурном диспансере в Ростове-на-Дону (1983—1995). В 1979 году на межзональном турнире в Риге был одним из помощников гроссмейстера Льва Полугаевского. С 1995 года живёт в Израиле. Известен также как востоковед, занимался изучением Каббалы. В 2009 году стал победителем Маккабиады в Нетании. Участник шахматных чемпионатов Украины и Израиля.
Жена — Любовь Владимировна Кудишевич (род. 1959), сын Сергей (род. 1983), математик.

## Примечательная партия
|   | a | b | c | d | e | f | g | h |   |
| - | --- | --- | --- | --- | --- | --- | --- | --- | - |
| 8 | a8 чёрная ладья · e8 чёрный король · f8 чёрный слон · h8 чёрная ладья · a7 чёрная пешка · b7 чёрный слон · d7 чёрный ферзь · f7 чёрная пешка · g7 чёрная пешка · h7 белый конь · c6 чёрный конь · e6 чёрная пешка · b5 чёрная пешка · e5 белая пешка · h5 белый ферзь · c4 чёрная пешка · d4 белая пешка · c3 белая пешка · f2 белая пешка · g2 белая пешка · h2 белая пешка · a1 белая ладья · c1 белый слон · e1 белый король · f1 белый слон · h1 белая ладья | a8 чёрная ладья · e8 чёрный король · f8 чёрный слон · h8 чёрная ладья · a7 чёрная пешка · b7 чёрный слон · d7 чёрный ферзь · f7 чёрная пешка · g7 чёрная пешка · h7 белый конь · c6 чёрный конь · e6 чёрная пешка · b5 чёрная пешка · e5 белая пешка · h5 белый ферзь · c4 чёрная пешка · d4 белая пешка · c3 белая пешка · f2 белая пешка · g2 белая пешка · h2 белая пешка · a1 белая ладья · c1 белый слон · e1 белый король · f1 белый слон · h1 белая ладья | a8 чёрная ладья · e8 чёрный король · f8 чёрный слон · h8 чёрная ладья · a7 чёрная пешка · b7 чёрный слон · d7 чёрный ферзь · f7 чёрная пешка · g7 чёрная пешка · h7 белый конь · c6 чёрный конь · e6 чёрная пешка · b5 чёрная пешка · e5 белая пешка · h5 белый ферзь · c4 чёрная пешка · d4 белая пешка · c3 белая пешка · f2 белая пешка · g2 белая пешка · h2 белая пешка · a1 белая ладья · c1 белый слон · e1 белый король · f1 белый слон · h1 белая ладья | a8 чёрная ладья · e8 чёрный король · f8 чёрный слон · h8 чёрная ладья · a7 чёрная пешка · b7 чёрный слон · d7 чёрный ферзь · f7 чёрная пешка · g7 чёрная пешка · h7 белый конь · c6 чёрный конь · e6 чёрная пешка · b5 чёрная пешка · e5 белая пешка · h5 белый ферзь · c4 чёрная пешка · d4 белая пешка · c3 белая пешка · f2 белая пешка · g2 белая пешка · h2 белая пешка · a1 белая ладья · c1 белый слон · e1 белый король · f1 белый слон · h1 белая ладья | a8 чёрная ладья · e8 чёрный король · f8 чёрный слон · h8 чёрная ладья · a7 чёрная пешка · b7 чёрный слон · d7 чёрный ферзь · f7 чёрная пешка · g7 чёрная пешка · h7 белый конь · c6 чёрный конь · e6 чёрная пешка · b5 чёрная пешка · e5 белая пешка · h5 белый ферзь · c4 чёрная пешка · d4 белая пешка · c3 белая пешка · f2 белая пешка · g2 белая пешка · h2 белая пешка · a1 белая ладья · c1 белый слон · e1 белый король · f1 белый слон · h1 белая ладья | a8 чёрная ладья · e8 чёрный король · f8 чёрный слон · h8 чёрная ладья · a7 чёрная пешка · b7 чёрный слон · d7 чёрный ферзь · f7 чёрная пешка · g7 чёрная пешка · h7 белый конь · c6 чёрный конь · e6 чёрная пешка · b5 чёрная пешка · e5 белая пешка · h5 белый ферзь · c4 чёрная пешка · d4 белая пешка · c3 белая пешка · f2 белая пешка · g2 белая пешка · h2 белая пешка · a1 белая ладья · c1 белый слон · e1 белый король · f1 белый слон · h1 белая ладья | a8 чёрная ладья · e8 чёрный король · f8 чёрный слон · h8 чёрная ладья · a7 чёрная пешка · b7 чёрный слон · d7 чёрный ферзь · f7 чёрная пешка · g7 чёрная пешка · h7 белый конь · c6 чёрный конь · e6 чёрная пешка · b5 чёрная пешка · e5 белая пешка · h5 белый ферзь · c4 чёрная пешка · d4 белая пешка · c3 белая пешка · f2 белая пешка · g2 белая пешка · h2 белая пешка · a1 белая ладья · c1 белый слон · e1 белый король · f1 белый слон · h1 белая ладья | a8 чёрная ладья · e8 чёрный король · f8 чёрный слон · h8 чёрная ладья · a7 чёрная пешка · b7 чёрный слон · d7 чёрный ферзь · f7 чёрная пешка · g7 чёрная пешка · h7 белый конь · c6 чёрный конь · e6 чёрная пешка · b5 чёрная пешка · e5 белая пешка · h5 белый ферзь · c4 чёрная пешка · d4 белая пешка · c3 белая пешка · f2 белая пешка · g2 белая пешка · h2 белая пешка · a1 белая ладья · c1 белый слон · e1 белый король · f1 белый слон · h1 белая ладья | 8 |
| 7 | a8 чёрная ладья · e8 чёрный король · f8 чёрный слон · h8 чёрная ладья · a7 чёрная пешка · b7 чёрный слон · d7 чёрный ферзь · f7 чёрная пешка · g7 чёрная пешка · h7 белый конь · c6 чёрный конь · e6 чёрная пешка · b5 чёрная пешка · e5 белая пешка · h5 белый ферзь · c4 чёрная пешка · d4 белая пешка · c3 белая пешка · f2 белая пешка · g2 белая пешка · h2 белая пешка · a1 белая ладья · c1 белый слон · e1 белый король · f1 белый слон · h1 белая ладья | a8 чёрная ладья · e8 чёрный король · f8 чёрный слон · h8 чёрная ладья · a7 чёрная пешка · b7 чёрный слон · d7 чёрный ферзь · f7 чёрная пешка · g7 чёрная пешка · h7 белый конь · c6 чёрный конь · e6 чёрная пешка · b5 чёрная пешка · e5 белая пешка · h5 белый ферзь · c4 чёрная пешка · d4 белая пешка · c3 белая пешка · f2 белая пешка · g2 белая пешка · h2 белая пешка · a1 белая ладья · c1 белый слон · e1 белый король · f1 белый слон · h1 белая ладья | a8 чёрная ладья · e8 чёрный король · f8 чёрный слон · h8 чёрная ладья · a7 чёрная пешка · b7 чёрный слон · d7 чёрный ферзь · f7 чёрная пешка · g7 чёрная пешка · h7 белый конь · c6 чёрный конь · e6 чёрная пешка · b5 чёрная пешка · e5 белая пешка · h5 белый ферзь · c4 чёрная пешка · d4 белая пешка · c3 белая пешка · f2 белая пешка · g2 белая пешка · h2 белая пешка · a1 белая ладья · c1 белый слон · e1 белый король · f1 белый слон · h1 белая ладья | a8 чёрная ладья · e8 чёрный король · f8 чёрный слон · h8 чёрная ладья · a7 чёрная пешка · b7 чёрный слон · d7 чёрный ферзь · f7 чёрная пешка · g7 чёрная пешка · h7 белый конь · c6 чёрный конь · e6 чёрная пешка · b5 чёрная пешка · e5 белая пешка · h5 белый ферзь · c4 чёрная пешка · d4 белая пешка · c3 белая пешка · f2 белая пешка · g2 белая пешка · h2 белая пешка · a1 белая ладья · c1 белый слон · e1 белый король · f1 белый слон · h1 белая ладья | a8 чёрная ладья · e8 чёрный король · f8 чёрный слон · h8 чёрная ладья · a7 чёрная пешка · b7 чёрный слон · d7 чёрный ферзь · f7 чёрная пешка · g7 чёрная пешка · h7 белый конь · c6 чёрный конь · e6 чёрная пешка · b5 чёрная пешка · e5 белая пешка · h5 белый ферзь · c4 чёрная пешка · d4 белая пешка · c3 белая пешка · f2 белая пешка · g2 белая пешка · h2 белая пешка · a1 белая ладья · c1 белый слон · e1 белый король · f1 белый слон · h1 белая ладья | a8 чёрная ладья · e8 чёрный король · f8 чёрный слон · h8 чёрная ладья · a7 чёрная пешка · b7 чёрный слон · d7 чёрный ферзь · f7 чёрная пешка · g7 чёрная пешка · h7 белый конь · c6 чёрный конь · e6 чёрная пешка · b5 чёрная пешка · e5 белая пешка · h5 белый ферзь · c4 чёрная пешка · d4 белая пешка · c3 белая пешка · f2 белая пешка · g2 белая пешка · h2 белая пешка · a1 белая ладья · c1 белый слон · e1 белый король · f1 белый слон · h1 белая ладья | a8 чёрная ладья · e8 чёрный король · f8 чёрный слон · h8 чёрная ладья · a7 чёрная пешка · b7 чёрный слон · d7 чёрный ферзь · f7 чёрная пешка · g7 чёрная пешка · h7 белый конь · c6 чёрный конь · e6 чёрная пешка · b5 чёрная пешка · e5 белая пешка · h5 белый ферзь · c4 чёрная пешка · d4 белая пешка · c3 белая пешка · f2 белая пешка · g2 белая пешка · h2 белая пешка · a1 белая ладья · c1 белый слон · e1 белый король · f1 белый слон · h1 белая ладья | a8 чёрная ладья · e8 чёрный король · f8 чёрный слон · h8 чёрная ладья · a7 чёрная пешка · b7 чёрный слон · d7 чёрный ферзь · f7 чёрная пешка · g7 чёрная пешка · h7 белый конь · c6 чёрный конь · e6 чёрная пешка · b5 чёрная пешка · e5 белая пешка · h5 белый ферзь · c4 чёрная пешка · d4 белая пешка · c3 белая пешка · f2 белая пешка · g2 белая пешка · h2 белая пешка · a1 белая ладья · c1 белый слон · e1 белый король · f1 белый слон · h1 белая ладья | 7 |
| 6 | a8 чёрная ладья · e8 чёрный король · f8 чёрный слон · h8 чёрная ладья · a7 чёрная пешка · b7 чёрный слон · d7 чёрный ферзь · f7 чёрная пешка · g7 чёрная пешка · h7 белый конь · c6 чёрный конь · e6 чёрная пешка · b5 чёрная пешка · e5 белая пешка · h5 белый ферзь · c4 чёрная пешка · d4 белая пешка · c3 белая пешка · f2 белая пешка · g2 белая пешка · h2 белая пешка · a1 белая ладья · c1 белый слон · e1 белый король · f1 белый слон · h1 белая ладья | a8 чёрная ладья · e8 чёрный король · f8 чёрный слон · h8 чёрная ладья · a7 чёрная пешка · b7 чёрный слон · d7 чёрный ферзь · f7 чёрная пешка · g7 чёрная пешка · h7 белый конь · c6 чёрный конь · e6 чёрная пешка · b5 чёрная пешка · e5 белая пешка · h5 белый ферзь · c4 чёрная пешка · d4 белая пешка · c3 белая пешка · f2 белая пешка · g2 белая пешка · h2 белая пешка · a1 белая ладья · c1 белый слон · e1 белый король · f1 белый слон · h1 белая ладья | a8 чёрная ладья · e8 чёрный король · f8 чёрный слон · h8 чёрная ладья · a7 чёрная пешка · b7 чёрный слон · d7 чёрный ферзь · f7 чёрная пешка · g7 чёрная пешка · h7 белый конь · c6 чёрный конь · e6 чёрная пешка · b5 чёрная пешка · e5 белая пешка · h5 белый ферзь · c4 чёрная пешка · d4 белая пешка · c3 белая пешка · f2 белая пешка · g2 белая пешка · h2 белая пешка · a1 белая ладья · c1 белый слон · e1 белый король · f1 белый слон · h1 белая ладья | a8 чёрная ладья · e8 чёрный король · f8 чёрный слон · h8 чёрная ладья · a7 чёрная пешка · b7 чёрный слон · d7 чёрный ферзь · f7 чёрная пешка · g7 чёрная пешка · h7 белый конь · c6 чёрный конь · e6 чёрная пешка · b5 чёрная пешка · e5 белая пешка · h5 белый ферзь · c4 чёрная пешка · d4 белая пешка · c3 белая пешка · f2 белая пешка · g2 белая пешка · h2 белая пешка · a1 белая ладья · c1 белый слон · e1 белый король · f1 белый слон · h1 белая ладья | a8 чёрная ладья · e8 чёрный король · f8 чёрный слон · h8 чёрная ладья · a7 чёрная пешка · b7 чёрный слон · d7 чёрный ферзь · f7 чёрная пешка · g7 чёрная пешка · h7 белый конь · c6 чёрный конь · e6 чёрная пешка · b5 чёрная пешка · e5 белая пешка · h5 белый ферзь · c4 чёрная пешка · d4 белая пешка · c3 белая пешка · f2 белая пешка · g2 белая пешка · h2 белая пешка · a1 белая ладья · c1 белый слон · e1 белый король · f1 белый слон · h1 белая ладья | a8 чёрная ладья · e8 чёрный король · f8 чёрный слон · h8 чёрная ладья · a7 чёрная пешка · b7 чёрный слон · d7 чёрный ферзь · f7 чёрная пешка · g7 чёрная пешка · h7 белый конь · c6 чёрный конь · e6 чёрная пешка · b5 чёрная пешка · e5 белая пешка · h5 белый ферзь · c4 чёрная пешка · d4 белая пешка · c3 белая пешка · f2 белая пешка · g2 белая пешка · h2 белая пешка · a1 белая ладья · c1 белый слон · e1 белый король · f1 белый слон · h1 белая ладья | a8 чёрная ладья · e8 чёрный король · f8 чёрный слон · h8 чёрная ладья · a7 чёрная пешка · b7 чёрный слон · d7 чёрный ферзь · f7 чёрная пешка · g7 чёрная пешка · h7 белый конь · c6 чёрный конь · e6 чёрная пешка · b5 чёрная пешка · e5 белая пешка · h5 белый ферзь · c4 чёрная пешка · d4 белая пешка · c3 белая пешка · f2 белая пешка · g2 белая пешка · h2 белая пешка · a1 белая ладья · c1 белый слон · e1 белый король · f1 белый слон · h1 белая ладья | a8 чёрная ладья · e8 чёрный король · f8 чёрный слон · h8 чёрная ладья · a7 чёрная пешка · b7 чёрный слон · d7 чёрный ферзь · f7 чёрная пешка · g7 чёрная пешка · h7 белый конь · c6 чёрный конь · e6 чёрная пешка · b5 чёрная пешка · e5 белая пешка · h5 белый ферзь · c4 чёрная пешка · d4 белая пешка · c3 белая пешка · f2 белая пешка · g2 белая пешка · h2 белая пешка · a1 белая ладья · c1 белый слон · e1 белый король · f1 белый слон · h1 белая ладья | 6 |
| 5 | a8 чёрная ладья · e8 чёрный король · f8 чёрный слон · h8 чёрная ладья · a7 чёрная пешка · b7 чёрный слон · d7 чёрный ферзь · f7 чёрная пешка · g7 чёрная пешка · h7 белый конь · c6 чёрный конь · e6 чёрная пешка · b5 чёрная пешка · e5 белая пешка · h5 белый ферзь · c4 чёрная пешка · d4 белая пешка · c3 белая пешка · f2 белая пешка · g2 белая пешка · h2 белая пешка · a1 белая ладья · c1 белый слон · e1 белый король · f1 белый слон · h1 белая ладья | a8 чёрная ладья · e8 чёрный король · f8 чёрный слон · h8 чёрная ладья · a7 чёрная пешка · b7 чёрный слон · d7 чёрный ферзь · f7 чёрная пешка · g7 чёрная пешка · h7 белый конь · c6 чёрный конь · e6 чёрная пешка · b5 чёрная пешка · e5 белая пешка · h5 белый ферзь · c4 чёрная пешка · d4 белая пешка · c3 белая пешка · f2 белая пешка · g2 белая пешка · h2 белая пешка · a1 белая ладья · c1 белый слон · e1 белый король · f1 белый слон · h1 белая ладья | a8 чёрная ладья · e8 чёрный король · f8 чёрный слон · h8 чёрная ладья · a7 чёрная пешка · b7 чёрный слон · d7 чёрный ферзь · f7 чёрная пешка · g7 чёрная пешка · h7 белый конь · c6 чёрный конь · e6 чёрная пешка · b5 чёрная пешка · e5 белая пешка · h5 белый ферзь · c4 чёрная пешка · d4 белая пешка · c3 белая пешка · f2 белая пешка · g2 белая пешка · h2 белая пешка · a1 белая ладья · c1 белый слон · e1 белый король · f1 белый слон · h1 белая ладья | a8 чёрная ладья · e8 чёрный король · f8 чёрный слон · h8 чёрная ладья · a7 чёрная пешка · b7 чёрный слон · d7 чёрный ферзь · f7 чёрная пешка · g7 чёрная пешка · h7 белый конь · c6 чёрный конь · e6 чёрная пешка · b5 чёрная пешка · e5 белая пешка · h5 белый ферзь · c4 чёрная пешка · d4 белая пешка · c3 белая пешка · f2 белая пешка · g2 белая пешка · h2 белая пешка · a1 белая ладья · c1 белый слон · e1 белый король · f1 белый слон · h1 белая ладья | a8 чёрная ладья · e8 чёрный король · f8 чёрный слон · h8 чёрная ладья · a7 чёрная пешка · b7 чёрный слон · d7 чёрный ферзь · f7 чёрная пешка · g7 чёрная пешка · h7 белый конь · c6 чёрный конь · e6 чёрная пешка · b5 чёрная пешка · e5 белая пешка · h5 белый ферзь · c4 чёрная пешка · d4 белая пешка · c3 белая пешка · f2 белая пешка · g2 белая пешка · h2 белая пешка · a1 белая ладья · c1 белый слон · e1 белый король · f1 белый слон · h1 белая ладья | a8 чёрная ладья · e8 чёрный король · f8 чёрный слон · h8 чёрная ладья · a7 чёрная пешка · b7 чёрный слон · d7 чёрный ферзь · f7 чёрная пешка · g7 чёрная пешка · h7 белый конь · c6 чёрный конь · e6 чёрная пешка · b5 чёрная пешка · e5 белая пешка · h5 белый ферзь · c4 чёрная пешка · d4 белая пешка · c3 белая пешка · f2 белая пешка · g2 белая пешка · h2 белая пешка · a1 белая ладья · c1 белый слон · e1 белый король · f1 белый слон · h1 белая ладья | a8 чёрная ладья · e8 чёрный король · f8 чёрный слон · h8 чёрная ладья · a7 чёрная пешка · b7 чёрный слон · d7 чёрный ферзь · f7 чёрная пешка · g7 чёрная пешка · h7 белый конь · c6 чёрный конь · e6 чёрная пешка · b5 чёрная пешка · e5 белая пешка · h5 белый ферзь · c4 чёрная пешка · d4 белая пешка · c3 белая пешка · f2 белая пешка · g2 белая пешка · h2 белая пешка · a1 белая ладья · c1 белый слон · e1 белый король · f1 белый слон · h1 белая ладья | a8 чёрная ладья · e8 чёрный король · f8 чёрный слон · h8 чёрная ладья · a7 чёрная пешка · b7 чёрный слон · d7 чёрный ферзь · f7 чёрная пешка · g7 чёрная пешка · h7 белый конь · c6 чёрный конь · e6 чёрная пешка · b5 чёрная пешка · e5 белая пешка · h5 белый ферзь · c4 чёрная пешка · d4 белая пешка · c3 белая пешка · f2 белая пешка · g2 белая пешка · h2 белая пешка · a1 белая ладья · c1 белый слон · e1 белый король · f1 белый слон · h1 белая ладья | 5 |
| 4 | a8 чёрная ладья · e8 чёрный король · f8 чёрный слон · h8 чёрная ладья · a7 чёрная пешка · b7 чёрный слон · d7 чёрный ферзь · f7 чёрная пешка · g7 чёрная пешка · h7 белый конь · c6 чёрный конь · e6 чёрная пешка · b5 чёрная пешка · e5 белая пешка · h5 белый ферзь · c4 чёрная пешка · d4 белая пешка · c3 белая пешка · f2 белая пешка · g2 белая пешка · h2 белая пешка · a1 белая ладья · c1 белый слон · e1 белый король · f1 белый слон · h1 белая ладья | a8 чёрная ладья · e8 чёрный король · f8 чёрный слон · h8 чёрная ладья · a7 чёрная пешка · b7 чёрный слон · d7 чёрный ферзь · f7 чёрная пешка · g7 чёрная пешка · h7 белый конь · c6 чёрный конь · e6 чёрная пешка · b5 чёрная пешка · e5 белая пешка · h5 белый ферзь · c4 чёрная пешка · d4 белая пешка · c3 белая пешка · f2 белая пешка · g2 белая пешка · h2 белая пешка · a1 белая ладья · c1 белый слон · e1 белый король · f1 белый слон · h1 белая ладья | a8 чёрная ладья · e8 чёрный король · f8 чёрный слон · h8 чёрная ладья · a7 чёрная пешка · b7 чёрный слон · d7 чёрный ферзь · f7 чёрная пешка · g7 чёрная пешка · h7 белый конь · c6 чёрный конь · e6 чёрная пешка · b5 чёрная пешка · e5 белая пешка · h5 белый ферзь · c4 чёрная пешка · d4 белая пешка · c3 белая пешка · f2 белая пешка · g2 белая пешка · h2 белая пешка · a1 белая ладья · c1 белый слон · e1 белый король · f1 белый слон · h1 белая ладья | a8 чёрная ладья · e8 чёрный король · f8 чёрный слон · h8 чёрная ладья · a7 чёрная пешка · b7 чёрный слон · d7 чёрный ферзь · f7 чёрная пешка · g7 чёрная пешка · h7 белый конь · c6 чёрный конь · e6 чёрная пешка · b5 чёрная пешка · e5 белая пешка · h5 белый ферзь · c4 чёрная пешка · d4 белая пешка · c3 белая пешка · f2 белая пешка · g2 белая пешка · h2 белая пешка · a1 белая ладья · c1 белый слон · e1 белый король · f1 белый слон · h1 белая ладья | a8 чёрная ладья · e8 чёрный король · f8 чёрный слон · h8 чёрная ладья · a7 чёрная пешка · b7 чёрный слон · d7 чёрный ферзь · f7 чёрная пешка · g7 чёрная пешка · h7 белый конь · c6 чёрный конь · e6 чёрная пешка · b5 чёрная пешка · e5 белая пешка · h5 белый ферзь · c4 чёрная пешка · d4 белая пешка · c3 белая пешка · f2 белая пешка · g2 белая пешка · h2 белая пешка · a1 белая ладья · c1 белый слон · e1 белый король · f1 белый слон · h1 белая ладья | a8 чёрная ладья · e8 чёрный король · f8 чёрный слон · h8 чёрная ладья · a7 чёрная пешка · b7 чёрный слон · d7 чёрный ферзь · f7 чёрная пешка · g7 чёрная пешка · h7 белый конь · c6 чёрный конь · e6 чёрная пешка · b5 чёрная пешка · e5 белая пешка · h5 белый ферзь · c4 чёрная пешка · d4 белая пешка · c3 белая пешка · f2 белая пешка · g2 белая пешка · h2 белая пешка · a1 белая ладья · c1 белый слон · e1 белый король · f1 белый слон · h1 белая ладья | a8 чёрная ладья · e8 чёрный король · f8 чёрный слон · h8 чёрная ладья · a7 чёрная пешка · b7 чёрный слон · d7 чёрный ферзь · f7 чёрная пешка · g7 чёрная пешка · h7 белый конь · c6 чёрный конь · e6 чёрная пешка · b5 чёрная пешка · e5 белая пешка · h5 белый ферзь · c4 чёрная пешка · d4 белая пешка · c3 белая пешка · f2 белая пешка · g2 белая пешка · h2 белая пешка · a1 белая ладья · c1 белый слон · e1 белый король · f1 белый слон · h1 белая ладья | a8 чёрная ладья · e8 чёрный король · f8 чёрный слон · h8 чёрная ладья · a7 чёрная пешка · b7 чёрный слон · d7 чёрный ферзь · f7 чёрная пешка · g7 чёрная пешка · h7 белый конь · c6 чёрный конь · e6 чёрная пешка · b5 чёрная пешка · e5 белая пешка · h5 белый ферзь · c4 чёрная пешка · d4 белая пешка · c3 белая пешка · f2 белая пешка · g2 белая пешка · h2 белая пешка · a1 белая ладья · c1 белый слон · e1 белый король · f1 белый слон · h1 белая ладья | 4 |
| 3 | a8 чёрная ладья · e8 чёрный король · f8 чёрный слон · h8 чёрная ладья · a7 чёрная пешка · b7 чёрный слон · d7 чёрный ферзь · f7 чёрная пешка · g7 чёрная пешка · h7 белый конь · c6 чёрный конь · e6 чёрная пешка · b5 чёрная пешка · e5 белая пешка · h5 белый ферзь · c4 чёрная пешка · d4 белая пешка · c3 белая пешка · f2 белая пешка · g2 белая пешка · h2 белая пешка · a1 белая ладья · c1 белый слон · e1 белый король · f1 белый слон · h1 белая ладья | a8 чёрная ладья · e8 чёрный король · f8 чёрный слон · h8 чёрная ладья · a7 чёрная пешка · b7 чёрный слон · d7 чёрный ферзь · f7 чёрная пешка · g7 чёрная пешка · h7 белый конь · c6 чёрный конь · e6 чёрная пешка · b5 чёрная пешка · e5 белая пешка · h5 белый ферзь · c4 чёрная пешка · d4 белая пешка · c3 белая пешка · f2 белая пешка · g2 белая пешка · h2 белая пешка · a1 белая ладья · c1 белый слон · e1 белый король · f1 белый слон · h1 белая ладья | a8 чёрная ладья · e8 чёрный король · f8 чёрный слон · h8 чёрная ладья · a7 чёрная пешка · b7 чёрный слон · d7 чёрный ферзь · f7 чёрная пешка · g7 чёрная пешка · h7 белый конь · c6 чёрный конь · e6 чёрная пешка · b5 чёрная пешка · e5 белая пешка · h5 белый ферзь · c4 чёрная пешка · d4 белая пешка · c3 белая пешка · f2 белая пешка · g2 белая пешка · h2 белая пешка · a1 белая ладья · c1 белый слон · e1 белый король · f1 белый слон · h1 белая ладья | a8 чёрная ладья · e8 чёрный король · f8 чёрный слон · h8 чёрная ладья · a7 чёрная пешка · b7 чёрный слон · d7 чёрный ферзь · f7 чёрная пешка · g7 чёрная пешка · h7 белый конь · c6 чёрный конь · e6 чёрная пешка · b5 чёрная пешка · e5 белая пешка · h5 белый ферзь · c4 чёрная пешка · d4 белая пешка · c3 белая пешка · f2 белая пешка · g2 белая пешка · h2 белая пешка · a1 белая ладья · c1 белый слон · e1 белый король · f1 белый слон · h1 белая ладья | a8 чёрная ладья · e8 чёрный король · f8 чёрный слон · h8 чёрная ладья · a7 чёрная пешка · b7 чёрный слон · d7 чёрный ферзь · f7 чёрная пешка · g7 чёрная пешка · h7 белый конь · c6 чёрный конь · e6 чёрная пешка · b5 чёрная пешка · e5 белая пешка · h5 белый ферзь · c4 чёрная пешка · d4 белая пешка · c3 белая пешка · f2 белая пешка · g2 белая пешка · h2 белая пешка · a1 белая ладья · c1 белый слон · e1 белый король · f1 белый слон · h1 белая ладья | a8 чёрная ладья · e8 чёрный король · f8 чёрный слон · h8 чёрная ладья · a7 чёрная пешка · b7 чёрный слон · d7 чёрный ферзь · f7 чёрная пешка · g7 чёрная пешка · h7 белый конь · c6 чёрный конь · e6 чёрная пешка · b5 чёрная пешка · e5 белая пешка · h5 белый ферзь · c4 чёрная пешка · d4 белая пешка · c3 белая пешка · f2 белая пешка · g2 белая пешка · h2 белая пешка · a1 белая ладья · c1 белый слон · e1 белый король · f1 белый слон · h1 белая ладья | a8 чёрная ладья · e8 чёрный король · f8 чёрный слон · h8 чёрная ладья · a7 чёрная пешка · b7 чёрный слон · d7 чёрный ферзь · f7 чёрная пешка · g7 чёрная пешка · h7 белый конь · c6 чёрный конь · e6 чёрная пешка · b5 чёрная пешка · e5 белая пешка · h5 белый ферзь · c4 чёрная пешка · d4 белая пешка · c3 белая пешка · f2 белая пешка · g2 белая пешка · h2 белая пешка · a1 белая ладья · c1 белый слон · e1 белый король · f1 белый слон · h1 белая ладья | a8 чёрная ладья · e8 чёрный король · f8 чёрный слон · h8 чёрная ладья · a7 чёрная пешка · b7 чёрный слон · d7 чёрный ферзь · f7 чёрная пешка · g7 чёрная пешка · h7 белый конь · c6 чёрный конь · e6 чёрная пешка · b5 чёрная пешка · e5 белая пешка · h5 белый ферзь · c4 чёрная пешка · d4 белая пешка · c3 белая пешка · f2 белая пешка · g2 белая пешка · h2 белая пешка · a1 белая ладья · c1 белый слон · e1 белый король · f1 белый слон · h1 белая ладья | 3 |
| 2 | a8 чёрная ладья · e8 чёрный король · f8 чёрный слон · h8 чёрная ладья · a7 чёрная пешка · b7 чёрный слон · d7 чёрный ферзь · f7 чёрная пешка · g7 чёрная пешка · h7 белый конь · c6 чёрный конь · e6 чёрная пешка · b5 чёрная пешка · e5 белая пешка · h5 белый ферзь · c4 чёрная пешка · d4 белая пешка · c3 белая пешка · f2 белая пешка · g2 белая пешка · h2 белая пешка · a1 белая ладья · c1 белый слон · e1 белый король · f1 белый слон · h1 белая ладья | a8 чёрная ладья · e8 чёрный король · f8 чёрный слон · h8 чёрная ладья · a7 чёрная пешка · b7 чёрный слон · d7 чёрный ферзь · f7 чёрная пешка · g7 чёрная пешка · h7 белый конь · c6 чёрный конь · e6 чёрная пешка · b5 чёрная пешка · e5 белая пешка · h5 белый ферзь · c4 чёрная пешка · d4 белая пешка · c3 белая пешка · f2 белая пешка · g2 белая пешка · h2 белая пешка · a1 белая ладья · c1 белый слон · e1 белый король · f1 белый слон · h1 белая ладья | a8 чёрная ладья · e8 чёрный король · f8 чёрный слон · h8 чёрная ладья · a7 чёрная пешка · b7 чёрный слон · d7 чёрный ферзь · f7 чёрная пешка · g7 чёрная пешка · h7 белый конь · c6 чёрный конь · e6 чёрная пешка · b5 чёрная пешка · e5 белая пешка · h5 белый ферзь · c4 чёрная пешка · d4 белая пешка · c3 белая пешка · f2 белая пешка · g2 белая пешка · h2 белая пешка · a1 белая ладья · c1 белый слон · e1 белый король · f1 белый слон · h1 белая ладья | a8 чёрная ладья · e8 чёрный король · f8 чёрный слон · h8 чёрная ладья · a7 чёрная пешка · b7 чёрный слон · d7 чёрный ферзь · f7 чёрная пешка · g7 чёрная пешка · h7 белый конь · c6 чёрный конь · e6 чёрная пешка · b5 чёрная пешка · e5 белая пешка · h5 белый ферзь · c4 чёрная пешка · d4 белая пешка · c3 белая пешка · f2 белая пешка · g2 белая пешка · h2 белая пешка · a1 белая ладья · c1 белый слон · e1 белый король · f1 белый слон · h1 белая ладья | a8 чёрная ладья · e8 чёрный король · f8 чёрный слон · h8 чёрная ладья · a7 чёрная пешка · b7 чёрный слон · d7 чёрный ферзь · f7 чёрная пешка · g7 чёрная пешка · h7 белый конь · c6 чёрный конь · e6 чёрная пешка · b5 чёрная пешка · e5 белая пешка · h5 белый ферзь · c4 чёрная пешка · d4 белая пешка · c3 белая пешка · f2 белая пешка · g2 белая пешка · h2 белая пешка · a1 белая ладья · c1 белый слон · e1 белый король · f1 белый слон · h1 белая ладья | a8 чёрная ладья · e8 чёрный король · f8 чёрный слон · h8 чёрная ладья · a7 чёрная пешка · b7 чёрный слон · d7 чёрный ферзь · f7 чёрная пешка · g7 чёрная пешка · h7 белый конь · c6 чёрный конь · e6 чёрная пешка · b5 чёрная пешка · e5 белая пешка · h5 белый ферзь · c4 чёрная пешка · d4 белая пешка · c3 белая пешка · f2 белая пешка · g2 белая пешка · h2 белая пешка · a1 белая ладья · c1 белый слон · e1 белый король · f1 белый слон · h1 белая ладья | a8 чёрная ладья · e8 чёрный король · f8 чёрный слон · h8 чёрная ладья · a7 чёрная пешка · b7 чёрный слон · d7 чёрный ферзь · f7 чёрная пешка · g7 чёрная пешка · h7 белый конь · c6 чёрный конь · e6 чёрная пешка · b5 чёрная пешка · e5 белая пешка · h5 белый ферзь · c4 чёрная пешка · d4 белая пешка · c3 белая пешка · f2 белая пешка · g2 белая пешка · h2 белая пешка · a1 белая ладья · c1 белый слон · e1 белый король · f1 белый слон · h1 белая ладья | a8 чёрная ладья · e8 чёрный король · f8 чёрный слон · h8 чёрная ладья · a7 чёрная пешка · b7 чёрный слон · d7 чёрный ферзь · f7 чёрная пешка · g7 чёрная пешка · h7 белый конь · c6 чёрный конь · e6 чёрная пешка · b5 чёрная пешка · e5 белая пешка · h5 белый ферзь · c4 чёрная пешка · d4 белая пешка · c3 белая пешка · f2 белая пешка · g2 белая пешка · h2 белая пешка · a1 белая ладья · c1 белый слон · e1 белый король · f1 белый слон · h1 белая ладья | 2 |
| 1 | a8 чёрная ладья · e8 чёрный король · f8 чёрный слон · h8 чёрная ладья · a7 чёрная пешка · b7 чёрный слон · d7 чёрный ферзь · f7 чёрная пешка · g7 чёрная пешка · h7 белый конь · c6 чёрный конь · e6 чёрная пешка · b5 чёрная пешка · e5 белая пешка · h5 белый ферзь · c4 чёрная пешка · d4 белая пешка · c3 белая пешка · f2 белая пешка · g2 белая пешка · h2 белая пешка · a1 белая ладья · c1 белый слон · e1 белый король · f1 белый слон · h1 белая ладья | a8 чёрная ладья · e8 чёрный король · f8 чёрный слон · h8 чёрная ладья · a7 чёрная пешка · b7 чёрный слон · d7 чёрный ферзь · f7 чёрная пешка · g7 чёрная пешка · h7 белый конь · c6 чёрный конь · e6 чёрная пешка · b5 чёрная пешка · e5 белая пешка · h5 белый ферзь · c4 чёрная пешка · d4 белая пешка · c3 белая пешка · f2 белая пешка · g2 белая пешка · h2 белая пешка · a1 белая ладья · c1 белый слон · e1 белый король · f1 белый слон · h1 белая ладья | a8 чёрная ладья · e8 чёрный король · f8 чёрный слон · h8 чёрная ладья · a7 чёрная пешка · b7 чёрный слон · d7 чёрный ферзь · f7 чёрная пешка · g7 чёрная пешка · h7 белый конь · c6 чёрный конь · e6 чёрная пешка · b5 чёрная пешка · e5 белая пешка · h5 белый ферзь · c4 чёрная пешка · d4 белая пешка · c3 белая пешка · f2 белая пешка · g2 белая пешка · h2 белая пешка · a1 белая ладья · c1 белый слон · e1 белый король · f1 белый слон · h1 белая ладья | a8 чёрная ладья · e8 чёрный король · f8 чёрный слон · h8 чёрная ладья · a7 чёрная пешка · b7 чёрный слон · d7 чёрный ферзь · f7 чёрная пешка · g7 чёрная пешка · h7 белый конь · c6 чёрный конь · e6 чёрная пешка · b5 чёрная пешка · e5 белая пешка · h5 белый ферзь · c4 чёрная пешка · d4 белая пешка · c3 белая пешка · f2 белая пешка · g2 белая пешка · h2 белая пешка · a1 белая ладья · c1 белый слон · e1 белый король · f1 белый слон · h1 белая ладья | a8 чёрная ладья · e8 чёрный король · f8 чёрный слон · h8 чёрная ладья · a7 чёрная пешка · b7 чёрный слон · d7 чёрный ферзь · f7 чёрная пешка · g7 чёрная пешка · h7 белый конь · c6 чёрный конь · e6 чёрная пешка · b5 чёрная пешка · e5 белая пешка · h5 белый ферзь · c4 чёрная пешка · d4 белая пешка · c3 белая пешка · f2 белая пешка · g2 белая пешка · h2 белая пешка · a1 белая ладья · c1 белый слон · e1 белый король · f1 белый слон · h1 белая ладья | a8 чёрная ладья · e8 чёрный король · f8 чёрный слон · h8 чёрная ладья · a7 чёрная пешка · b7 чёрный слон · d7 чёрный ферзь · f7 чёрная пешка · g7 чёрная пешка · h7 белый конь · c6 чёрный конь · e6 чёрная пешка · b5 чёрная пешка · e5 белая пешка · h5 белый ферзь · c4 чёрная пешка · d4 белая пешка · c3 белая пешка · f2 белая пешка · g2 белая пешка · h2 белая пешка · a1 белая ладья · c1 белый слон · e1 белый король · f1 белый слон · h1 белая ладья | a8 чёрная ладья · e8 чёрный король · f8 чёрный слон · h8 чёрная ладья · a7 чёрная пешка · b7 чёрный слон · d7 чёрный ферзь · f7 чёрная пешка · g7 чёрная пешка · h7 белый конь · c6 чёрный конь · e6 чёрная пешка · b5 чёрная пешка · e5 белая пешка · h5 белый ферзь · c4 чёрная пешка · d4 белая пешка · c3 белая пешка · f2 белая пешка · g2 белая пешка · h2 белая пешка · a1 белая ладья · c1 белый слон · e1 белый король · f1 белый слон · h1 белая ладья | a8 чёрная ладья · e8 чёрный король · f8 чёрный слон · h8 чёрная ладья · a7 чёрная пешка · b7 чёрный слон · d7 чёрный ферзь · f7 чёрная пешка · g7 чёрная пешка · h7 белый конь · c6 чёрный конь · e6 чёрная пешка · b5 чёрная пешка · e5 белая пешка · h5 белый ферзь · c4 чёрная пешка · d4 белая пешка · c3 белая пешка · f2 белая пешка · g2 белая пешка · h2 белая пешка · a1 белая ладья · c1 белый слон · e1 белый король · f1 белый слон · h1 белая ладья | 1 |
|   | a | b | c | d | e | f | g | h |   |

Широкую прессу получила партия Д. Р. Кудишевича, которую он сыграл в 1969 г. против другого будущего мастера С. Веселовского.
Веселовский — Кудишевич
Командное первенство СССР, Грозный, 1969 г.
Славянская защита
1. d4 d5 2. c4 c6 3. Кf3 Кf6 4. Кc3 dc 5. e4 b5 6. e5 Кd5 7. a4 e6 8. ab К:c3 9. bc3 cb 10. Кg5 Cb7 11. Фh5 Фd7 12. К:h7?
Уже в то время было известно, что сильнее 12. Сe2.
12… Кc6! (см. диаграмму).
13. К:f8?
После 13. Кf6+ gf 14. Ф:h8 0-0-0 у черных сильная контратака, а после 13. Сe3 0-0-0 14. Сe2 Сe7 15. Сf3 g6 16. Фh3 Фe8 атакующие попытки белых легко отражаются.
13… Ф:d4! Белые сдались. После 14. cd Л:h5 активность белых слонов не сможет уравновесить слабость пункта d4 и наличие у черных цепи проходных пешек.
Любопытно, что эту ошибку повторил через 10 лет будущий чемпион мира Г. К. Каспаров в партии с В. Д. Купрейчиком (47-й чемпионат СССР, Минск, 1979 г.). В той партии, однако, после длительного раздумья Купрейчик ответил 13… Л:h5 и проиграл в эндшпиле.
| Графики недоступны из-за технических проблем. См. информацию на Фабрикаторе и на mediawiki.org. |